# Jemníky
Obec Jemníky se nachází v okrese Kladno, kraj Středočeský, zhruba 7 km severně od Kladna a 3,5 km jihovýchodně od Slaného, v údolí na soutoku Hrdlívského a Knovízského potoka. Žije zde 302 obyvatel. Za návrším v severním sousedství obce probíhá dálnice D7 s mimoúrovňovou křižovatkou Slaný-jih.

## Historie
První písemná zmínka o vsi (Gemniceh, tj. „v Jemnícech“) pochází z roku 1227, kdy zde vlastnil dva dvorce svatojiřský klášter. Název zřejmě pochází od přídavného jména jamný a podle jazykovědce Antonína Profouse označoval obyvatele, zabývající se hloubením jam pro chytání zvěře.
V letech 1850–1920 k obci patřily Netovice.

### Územněsprávní začlenění
Dějiny územněsprávního začleňování zahrnují období od roku 1850 do současnosti. V chronologickém přehledu je uvedena územně administrativní příslušnost obce v roce, kdy ke změně došlo:
- 1850 země česká, kraj Praha, politický i soudní okres Slaný[6]
- 1855 země česká, kraj Praha, soudní okres Slaný[6]
- 1868 země česká, politický i soudní okres Slaný[6]
- 1939 země česká, Oberlandrat Kladno, politický i soudní okres Slaný[7]
- 1942 země česká, Oberlandrat Praha, politický i soudní okres Slaný[8]
- 1945 země česká, správní i soudní okres Slaný[9]
- 1949 Pražský kraj, okres Slaný[10]
- 1960 Středočeský kraj, okres Kladno[11]

### Rok 1932
V obci Jemníky (429 obyvatel) byly v roce 1932 evidovány tyto živnosti a obchody: cihelna, družstvo pro rozvod elektrické energie v Jemníkách, holič, 2 hostince, kovář, surové kůže, mlýn, obuvník, 7 rolníků, řezník, 3 obchody se smíšeným zbožím, 2 trafiky.

## Pamětihodnosti
- Kaplička – uprostřed obce
- Památník padlým v první světové válce – na křižovatce u průjezdní silnice, kamenný krucifix z roku 1936, postavený na místě staršího dřevěného kříže z roku 1823
- Údajný menhir – necelý metr vysoký kámen poblíž měřického bodu v poli na návrší severně od silnice do Netovic

## Doprava
- Silniční doprava – Do obce vedou silnice III. třídy. Katastr obce protíná dálnice D7 z Prahy do Chomutova s exitem 18 (Slaný-jih).
- Železniční doprava – Železniční trať ani stanice na území obce nejsou. Nejblíže obci je železniční stanice Podlešín ve vzdálenosti 3 km ležící na trati 110 z Kralup nad Vltavou do Slaného a Loun. Do roku 1982 byla v provozu zastávka Jemníky na trati 11b z Kladna-Dubí do Zvoleněvsi.[13]
- Autobusová doprava – V obci zastavovaly v červnu 2011 autobusové linky jedoucí do těchto cílů: Brandýsek, Kladno, Kralupy nad Vltavou, Praha, Slaný.[14]

## Fotogalerie

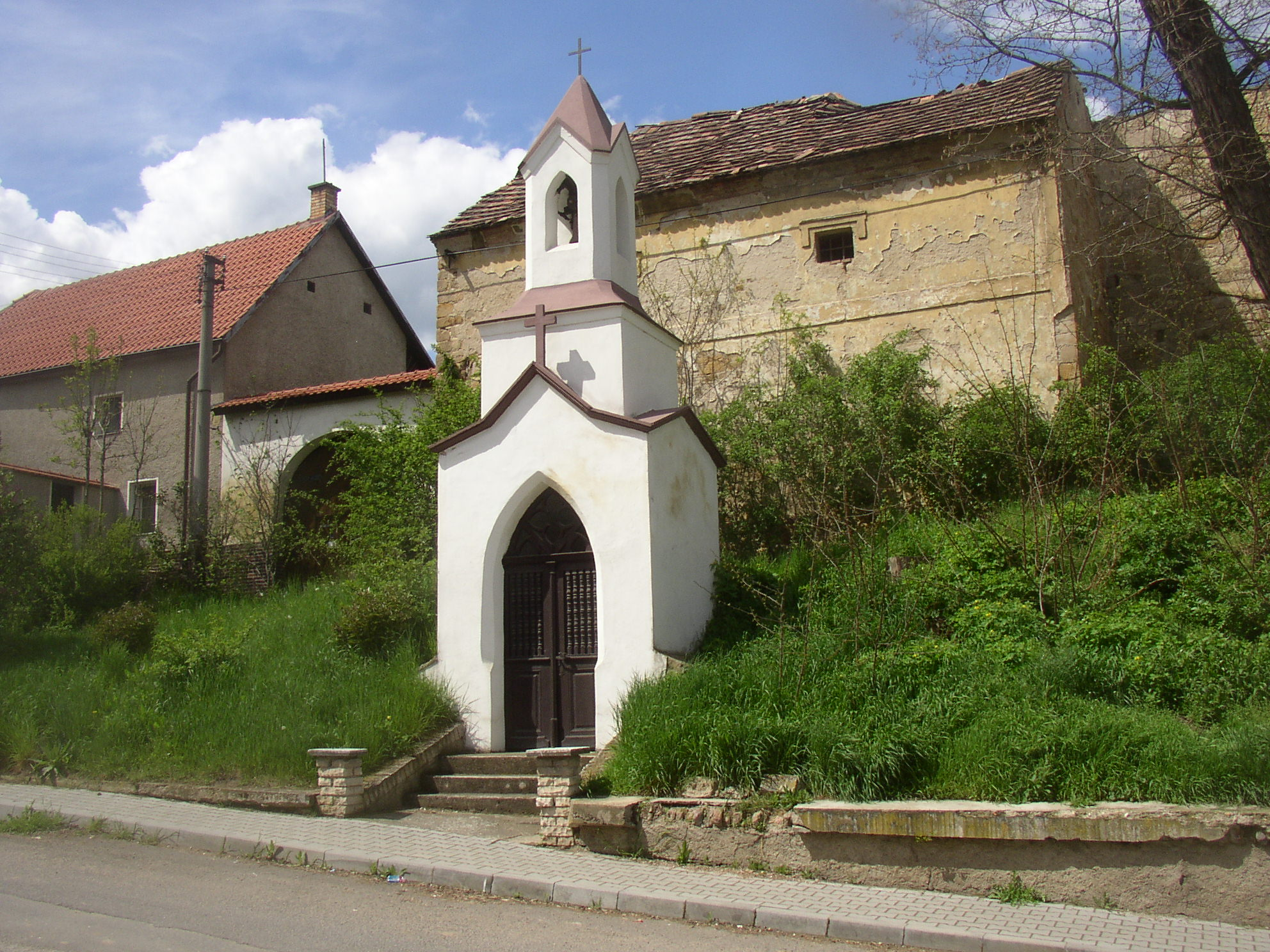
Kaplička
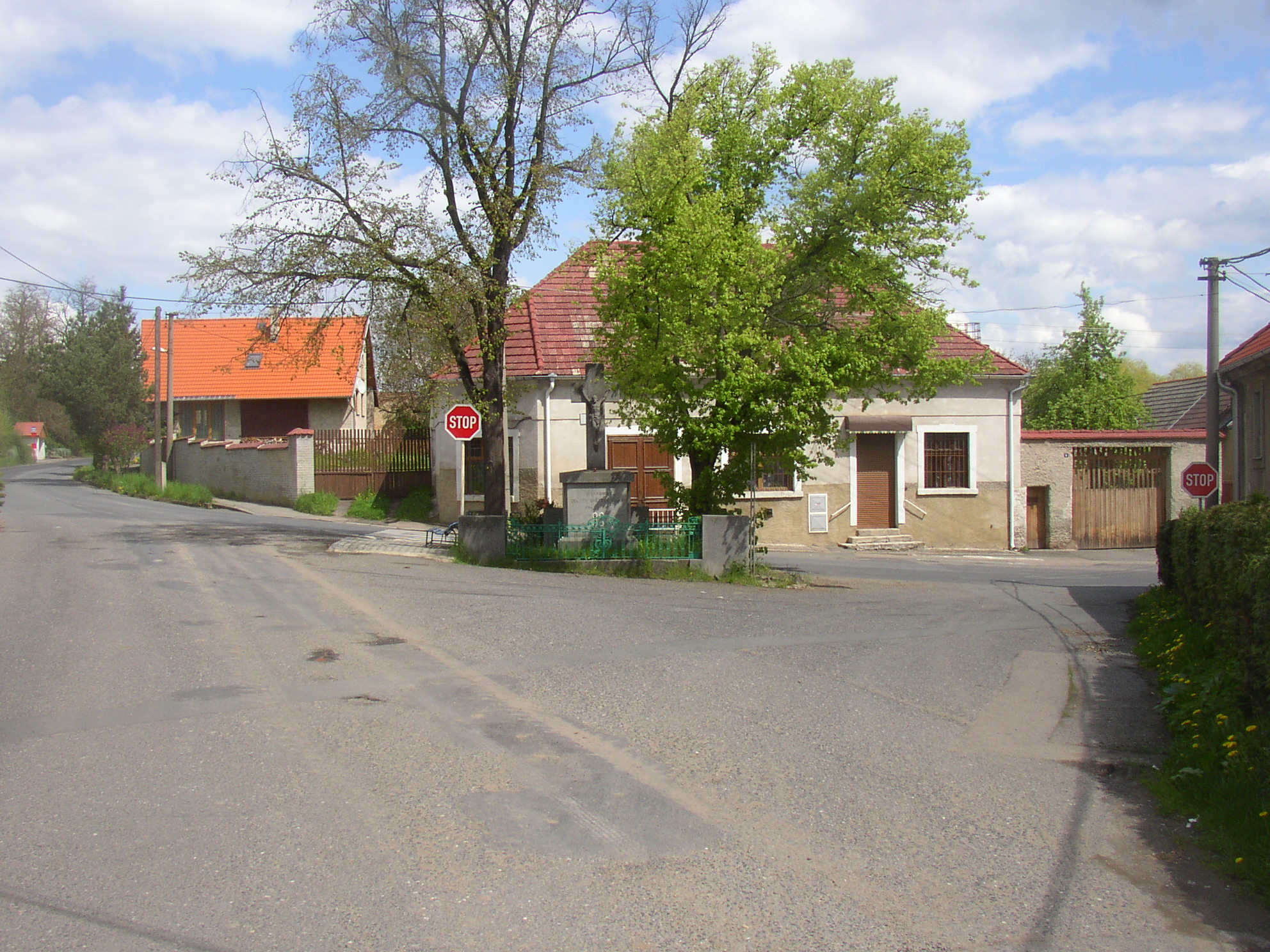
Křižovatka s pomníkem padlých
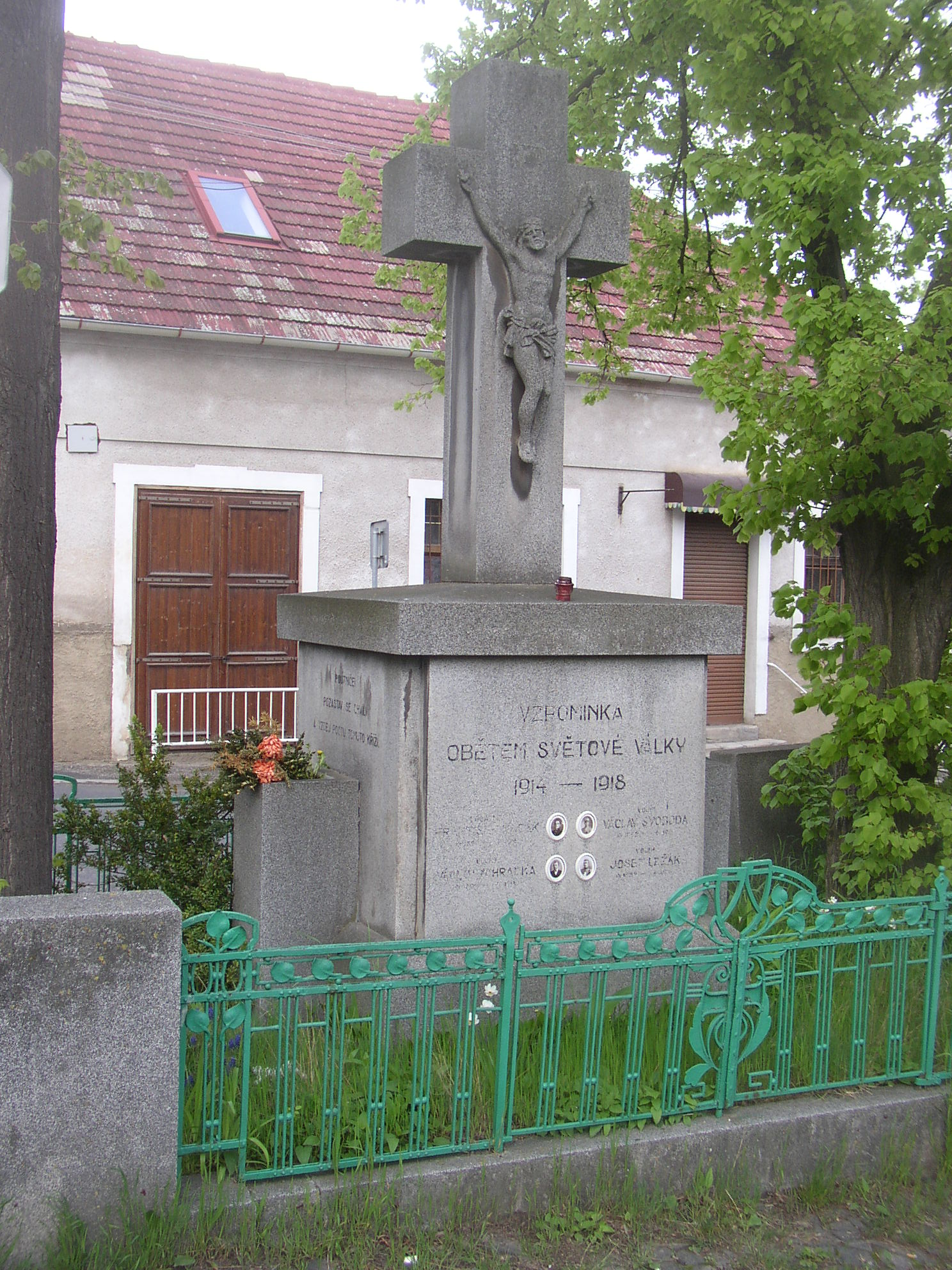
Detail pomníku
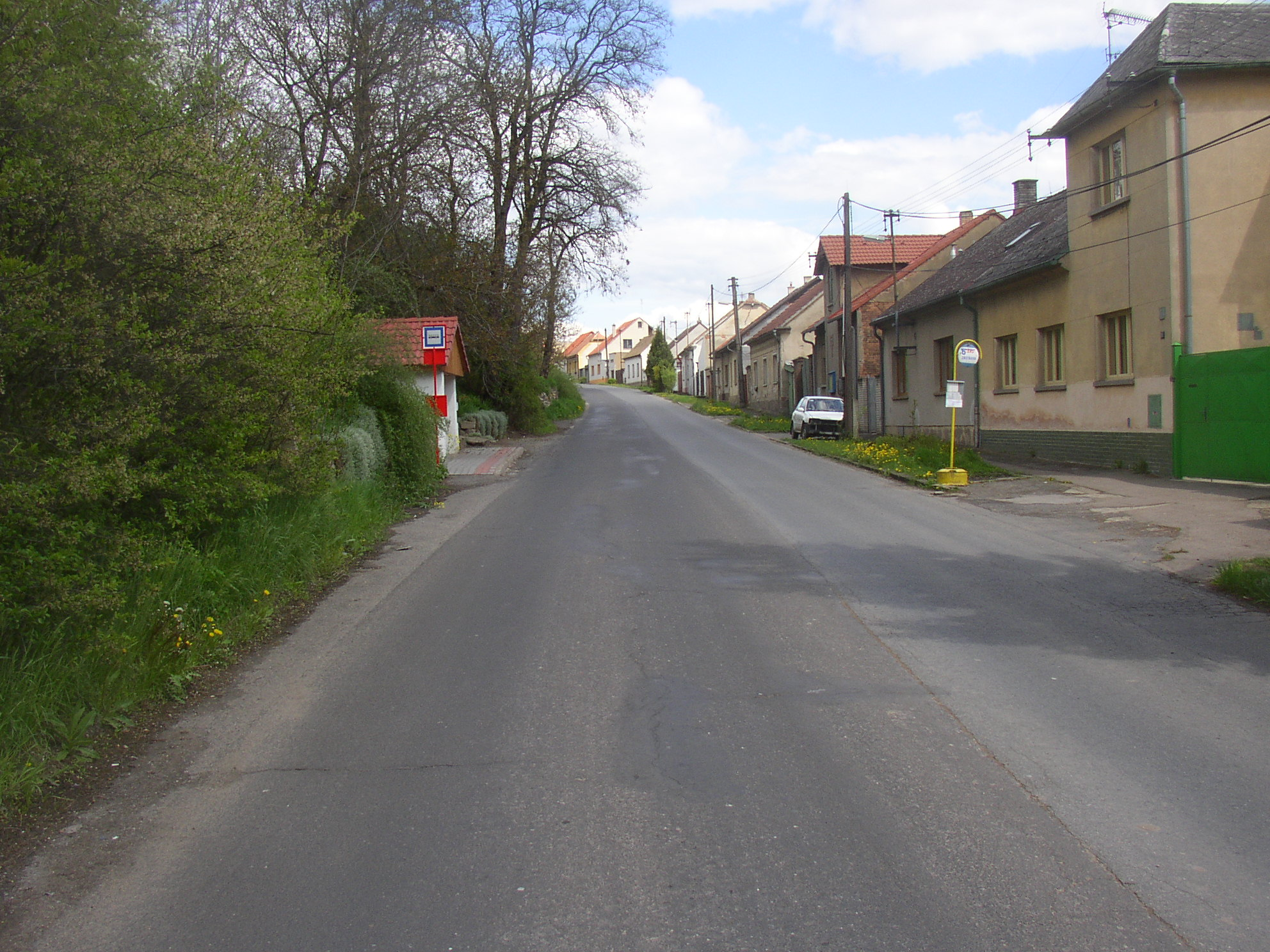
Část obce zvaná Višňovka, podél silnice ke Knovízi
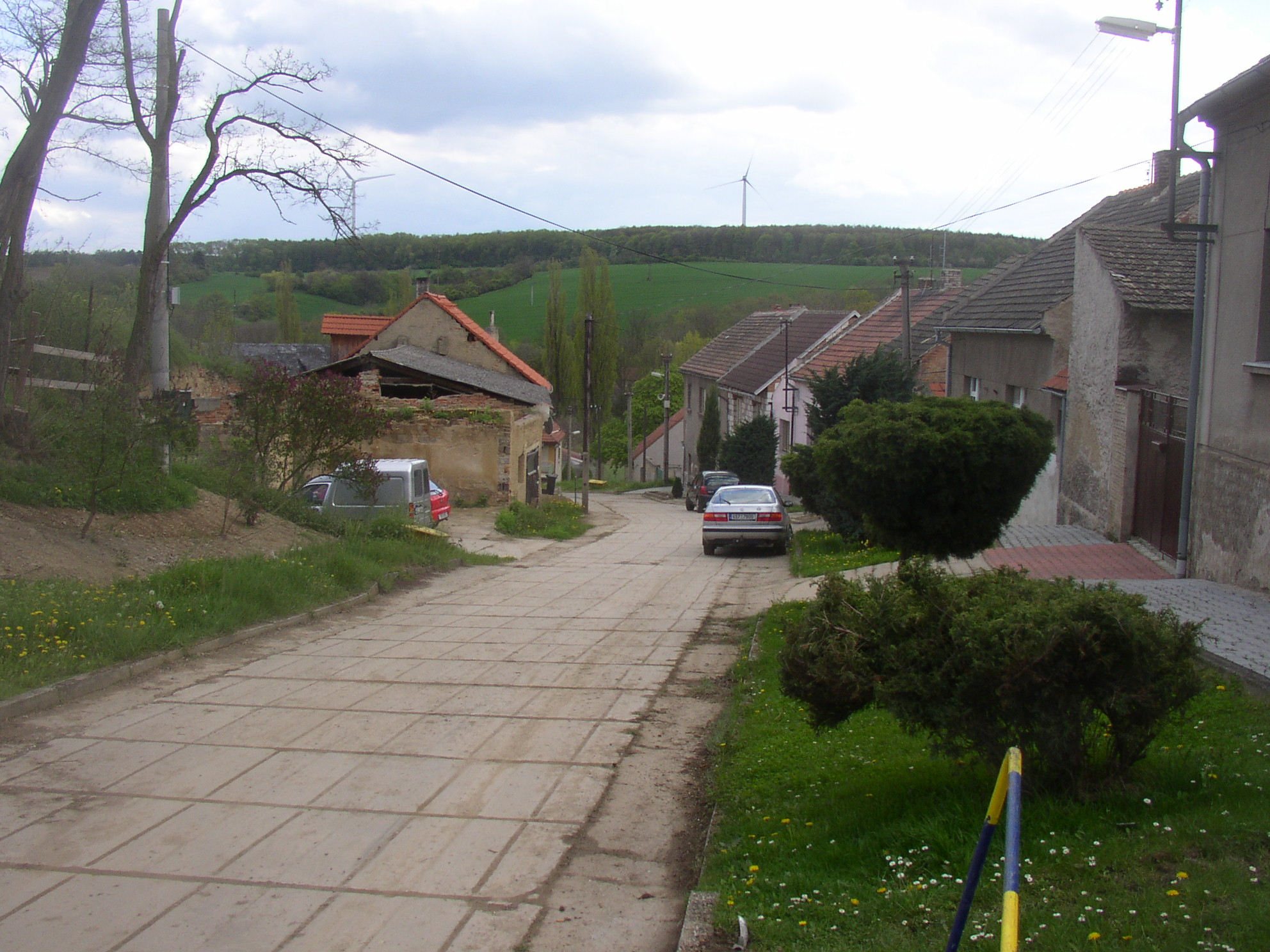
Část obce zvaná Úvoz, směrem k silnici do Netovic
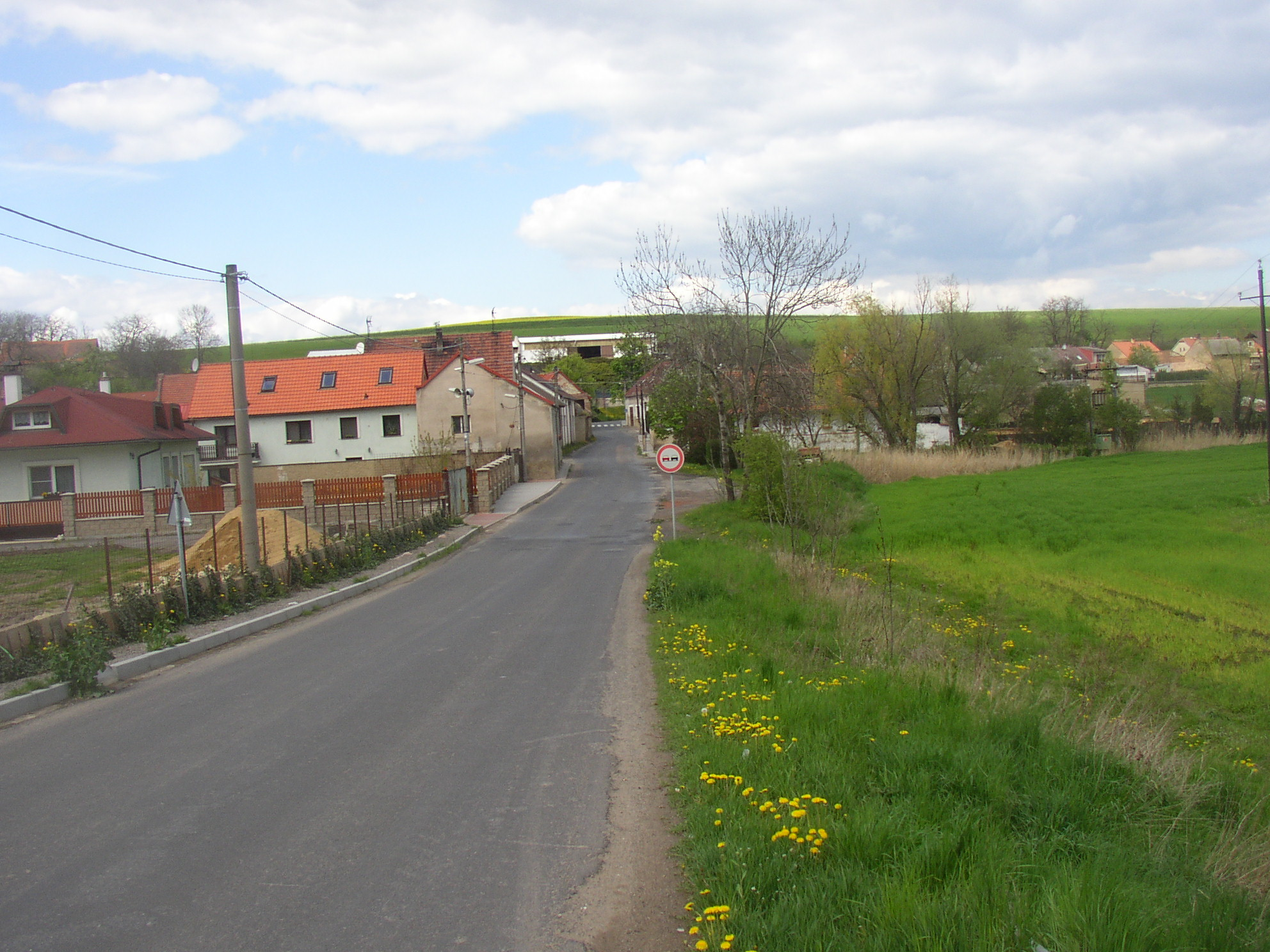
Příjezd od Pcher
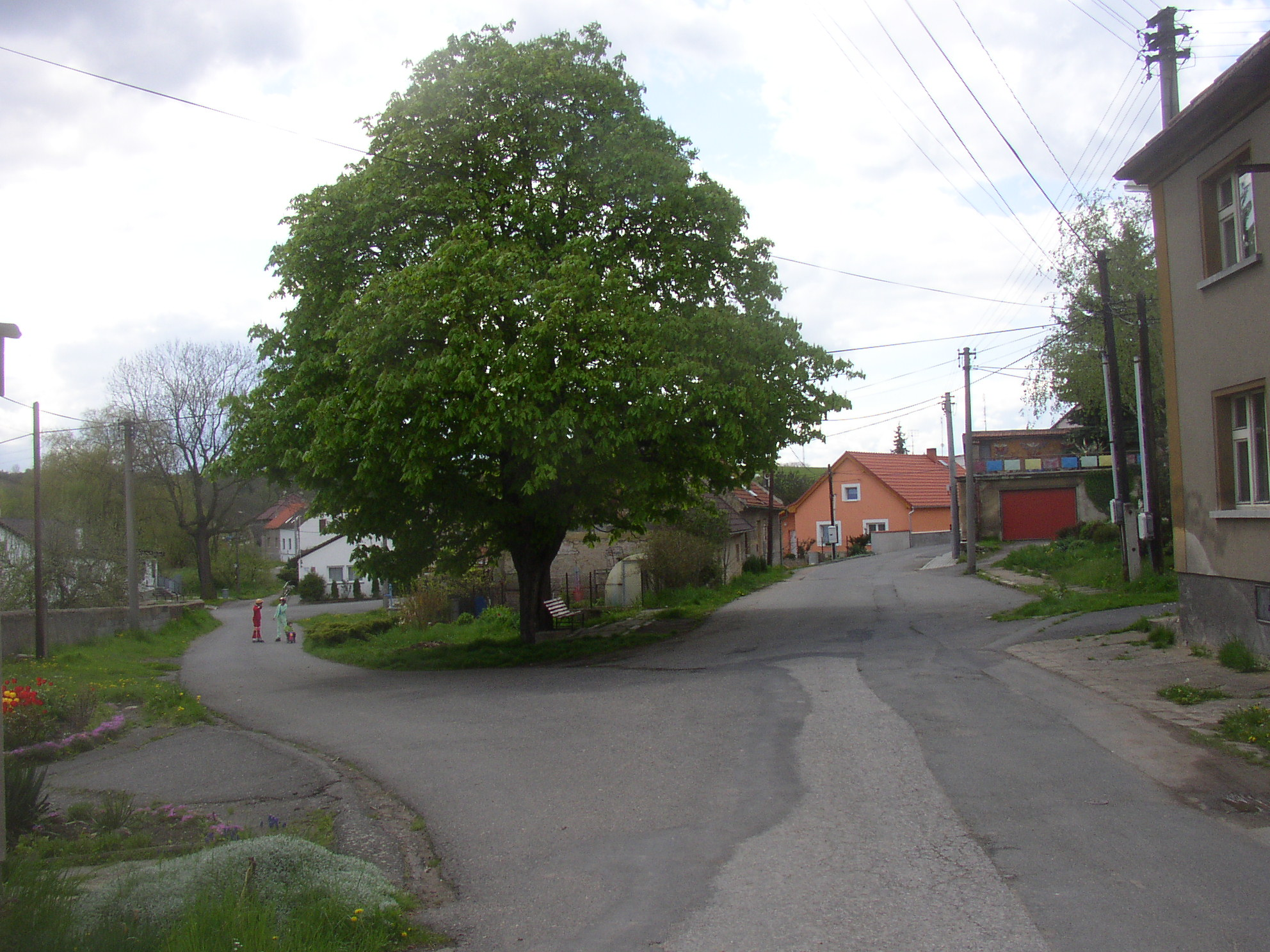
Kaštan na návsi, vlevo za ním sídlo OÚ
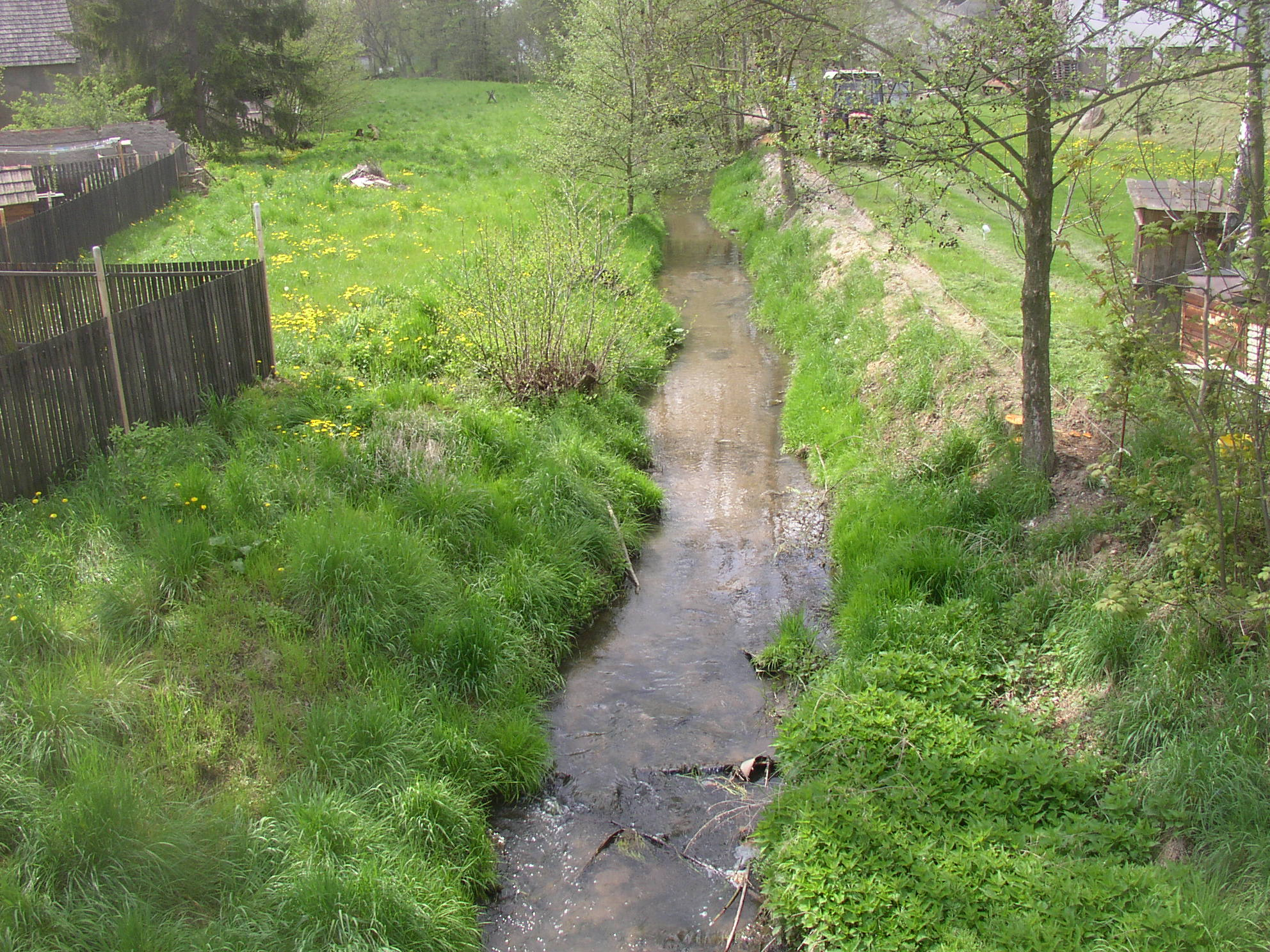
Knovízský potok v Jemníkách